# Балка Гнила
Балка Гнила (рос. Б. Гнилая) — балка (річка) в Україні у Покровському районі Донецької області. Права притока річки Вовчої (басейн Дніпра).

## Опис
Довжина балки приблизно 6,64 км, найкоротша відстань між витоком і гирлом — 5,34  км, коефіцієнт звивистості річки — 1,24 . Формується багатьма балками та загатами.

## Розташування
Бере початок на південно-західній околиці села Бажане. Тече переважно на північний схід через село і на південно-західній околиці села Межове впадає у річку Вовчу, ліву притоку Самари.
Населені пункти вздовж берегової смуги: Завітне, Благодатне, Комишівка.

## Цікаві факти
- У XIX столітті на балці існували вітряний млин та скотний двір[1], а у XX столітті — водокачка, газголдер та багато газових свердловин[4].